# 芳野村 (岡山県苫田郡)
芳野村（よしのそん）は、岡山県苫田郡にあった村。
現在の苫田郡鏡野町寺元、真加部、宗枝、布原、古川、吉原に当たる。

## 沿革
- 1889年6月1日 - 町村制施行に伴い、西西条郡 寺元村、真加部村、宗枝村、布原村、古川村、吉原村が合併し、芳野村となる。大字古川に役場を置く。
- 1900年4月1日 - 西西条郡が西北条郡、東南条郡、東北条郡と合併し、苫田郡となる。
- 1952年11月10日 - 苫田郡大野村、小田村、香々美北村、香々美南村、中谷村と合併、鏡野町となる。

## 村長
- 河田繁穂（1913年 - 1925年）

## 地名の読み方
- 寺元（てらもと）
- 真加部（まかべ）
- 宗枝（むねえだ）
- 布原（ぬのはら）
- 古川（ふるかわ）
- 吉原（よしはら）

## 郵便番号 (現在)
- 708-0323 苫田郡鏡野町寺元
- 708-0331 苫田郡鏡野町布原
- 708-0332 苫田郡鏡野町吉原
- 708-0333 苫田郡鏡野町古川
- 708-0334 苫田郡鏡野町宗枝
- 708-0335 苫田郡鏡野町真加部

708-032Xの残りの番号は大野村、香々美南村を参照。